# Yes Man
Yes Man is een Amerikaanse filmkomedie uit 2008 onder regie van Peyton Reed. Het verhaal is gebaseerd op dat uit het autobiografische boek Yes Man van Danny Wallace, die een jaar lang overal ja op zei en daar een dagboek over bijhield. Voor haar stunt in het rolschaatspak tijdens de aftiteling werd hoofdrolspeelster Zooey Deschanels stuntdubbel Monica Braunger genomineerd voor een Taurus World Stunt Award. Hoofdrolspeler Jim Carrey won voor zijn spel daadwerkelijk een MTV Movie Award.

## Verhaal
Carl Allen (Jim Carrey) is drie jaar geleden gescheiden van zijn ex-vrouw Stephanie (Molly Sims) en loopt sindsdien niet over van levensvreugde. Zijn dagelijkse bestaan bestaat uit slapen, eten, werken op de bank, films huren en allerlei excuses verzinnen om uitnodigingen en aanbiedingen te ontlopen en afslaan. Zijn beste vrienden Peter (Bradley Cooper) en Rooney (Danny Masterson) krijgen hem alleen aan de telefoon als ze met een geheim nummer bellen, want Allen drukt verder alles weg.
Nadat Peter hem eigenhandig een bar insleept om te vertellen dat hij gaat trouwen met zijn vriendin Lucy Burns (Sasha Alexander) en om Carl uit te nodigen voor het verlovingsfeest, vergeet Carl dit, tot teleurstelling en irritatie van Peter. Ook zegt hij alle uitnodigingen af voor de feestjes van zijn collega en meerdere Norman (Rhys Darby), die overloopt van naïeve doch goede bedoelingen. Wanneer Carl op een zonnige dag buiten zijn lunch zit te eten, loopt zijn oude vriend Nick Lane (John Michael Higgins) hem daar tegen het lijf. Waar Carls leven aan elkaar hangt van routine en zo min mogelijk andere dingen, blijkt dat van Nick ingrijpend veranderd. Sinds hij naar de bijeenkomsten van de motivatievereniging Yes Man gaat, staat hij letterlijk overal voor open. Hierdoor belandt hij tegenwoordig in de meest afwijkende situaties, die hem meestal onverwacht goed bevallen. Carl ziet daar in eerste instantie niets in voor zichzelf. De ommekeer komt wanneer hij droomt dat Peter en Rooney hem dood op de bank vinden en beseffen dat ze eigenlijk toch niet zo veel aan Carl hadden.
Carl gaat daarom toch een keer kijken naar Yes Mans motivatiespreker Terence Bundley (Terence Stamp). Hij wil daar eigenlijk alleen de kat uit de boom kijken, maar omdat hij nieuw is, zet Terence hem tijdens de show in het middelpunt van de belangstelling. Terrence komt naar Carl toe en dwingt hem om een verbond met zichzelf te sluiten. Dit houdt in dat Carl vanaf dat moment tegen elke uitdaging die op zijn pad komt ja moet antwoorden. Doet hij dit niet, dan pleegt hij verraad aan zichzelf en lager kan een mens niet zinken. Carl raakt er daarbij volledig van overtuigd dat hij geen nee meer mag zeggen, omdat hem dan vervelende dingen zullen overkomen. 
Wat onwennig verlaat hij het congresgebouw en hij wordt meteen op de proef gesteld. Een zwerver vraagt hem om een lift naar een zeer afgelegen plaats, of hij mag bellen met Carls gsm en om een paar dollars. Carl zegt met tegenzin ja tegen alles. Aangekomen blijkt de batterij van zijn telefoon platgebeld, zijn tank leeg en als de zwerver grapt of hij niet al Carls geld mag hebben, kan hij geen nee zeggen. Vloekend moet hij met een lege jerrycan het dichtstbijzijnde tankstation zoeken om benzine te halen. Daar komt hij niettemin voor het eerst in contact met Allison (Zooey Deschanel). De uiterst eigenzinnige vrouw biedt hem een lift aan op haar scooter, die hij wel aan moet nemen. Volledig uit het niets flapt Carl er eenmaal bij zijn auto uit dat hij best even met haar zou willen zoenen. Hij dacht dat ze dit niet kon horen, maar dat deed ze wel. Ze verrast hem door naar hem toe te lopen en een kus te geven, voor ze met haar scooter wegrijdt. 
Carl realiseert zich vrolijk dat hij nooit in deze situatie was gekomen als hij niet overal ja op was gaan zeggen. Daarom gaat hij Terences boek lezen en stort hij zich vanaf dat moment volledig in zijn nieuwe levensstijl.
Thuisgekomen zoekt Carl Peter en Roony op. Hij verontschuldigt zich voor zijn gedrag van de afgelopen jaren en vertelt hen over zijn nieuwe levensmotto. Peter en Rooney nemen de proef op de som en laten Carl zichzelf die avond klem zuipen, tabasco drinken en voor het oog van de hele bar zijn uiterste best doen op een elektronische dansmat. Overmoedig geeft Carl daarna een wildvreemde vrouw een zoen, waarna haar vriend hem in elkaar slaat. Het maakt Carl allemaal weinig uit, want hij heeft het uitzonderlijk goed naar zijn zin gehad en door alle drank doet het amper pijn.
Norman belt hem dan op met de vraag of hij op zaterdag wil komen werken en Carl moet wel ja zeggen. Hierdoor komt hij niettemin heel gemotiveerd over en krijgt hij de promotie die eigenlijk was bestemd voor zijn collega Demko, die weigerde op zaterdag te komen. 'Norm' rekent erop dat hij samen met 'Car' gepromoveerd wordt, maar dat blijkt vergeefse hoop. Het is de directie van de bank opgevallen dat Carl de voorbije maand meer dan 300 kleine leningen heeft verleend in plaats van de gemiddeld 40 wat grotere, zoals de andere werknemers. Dit komt voort uit Carls ja-zeggen tegen iedereen, maar zijn bazen zien in Carls handelwijze een gedurfd eigen initiatief om microkrediet te verlenen, dat bovengemiddeld winstgevend uitgepakt heeft. Carl gaat vanaf dat moment wel naar de feestjes van Norm, die dat erg leuk vindt. Door een opdringerige kerel met flyers voor de concerten van het experimentele bandje Münchhausen by Proxy komt Carl onverwachts ook weer in contact met Allison. Zij blijkt namelijk de zangeres. De twee spreken elkaar achteraf aan de bar weer en leren elkaar beter kennen. Allison heeft gebroken met haar laatste vriend omdat die naar haar smaak te conventioneel en vastgeroest was in zijn routines, zoals de oude Carl. De Carl die zij ontmoet heeft, zegt daarentegen op de meest uitzonderlijke dingen ja en dat vindt ze erg leuk. Daarom speelt ze zelf in een bandje waar nooit meer dan een handvol mensen naar komen kijken en geeft ze elke morgen om 6.00 uur les in fotograferen tijdens het joggen. Carl blijft overal in toestemmen en leert vliegen, gitaar spelen en Koreaans spreken. Via spam voor persianwifefinder.com op zijn computer komt hij in contact met de Perzische Faranoosh (Anna Khaja) en vraagt hij een penisverlenging aan. Ook belandt hij in bed met zijn avances makende, maar bejaarde buurvrouw Tillie (Fionnula Flanagan), die verrassend begaafd blijkt tussen de lakens.
Al zijn ja-woorden blijven hem de meest onverwachte positieve dingen opleveren. Peters verloofde Lucy had een hekel aan de zichzelf overal onderuit draaiende Carl, maar hij zegt ja tegen het organiseren van haar bridal shower en maakt daar een groot feest van, waardoor zij haar mening over hem bijstelt. Hij redt een man (Luis Guzmán) die zelfmoord wilde plegen door uit het raam van een hoge verdieping te springen en doet vrijwilligerswerk voor de daklozen. Carl en Allison besluiten een reisje te maken naar een willekeurige bestemming. Omdat Nebraska het eerste is waar de ticketverkoopster over begint, gaan ze daarheen. Er is eigenlijk amper iets opwindends te doen, maar samen hebben ze het er prima naar hun zin. Wanneer Allison hem vraagt om met haar te gaan samenwonen hapert hij niettemin een fractie van een seconde voor hij ja zegt. Dat merkt zij. Later op de dag komt ze erachter waar die hapering vandaan kwam. Carl wordt aangehouden door de douane, die hem vanwege zijn behaalde vliegbrevet, Perzische vrouw en het leren van Koreaans verdenkt mogelijk een spion of terrorist te zijn. Peter komt uitleggen over Carls verbond met zichzelf en onthult dat hij op alles ja zegt, om Carl zo vrij te pleiten. Dat lukt ook, maar Allison hoort ook voor het eerst van Carls verbond en is woest. Zij denkt dat Carls gedrag in haar bijzijn totaal ingegeven was door een dwangmiddel in plaats van door vrije wil en vindt dat hij haar daardoor bedrogen heeft. Ze gaat boos weg en weigert hem nog te spreken. Hij belt haar eindeloos op, maar zij weigert resoluut op te nemen als ze ziet dat het Carl is die belt. Carl wil haar niettemin uitleggen dat hij zich alleen in het begin regelmatig verplicht voelde ja te zeggen. Zijn ware levensvisie is gaandeweg écht veranderd en om haar heeft hij van begin af aan oprecht gegeven. Hij heeft niet één keer ja tegen haar gezegd zonder het echt te menen, behalve op de vraag over het samenwonen. Dat wil hij nóg niet.
Allison blijft elk contact weigeren. Ten einde raad zoekt Carl Terrence op door ineens op te duiken op de achterbank van diens auto. Die schrikt hier zo van, dat ze een aanrijding krijgen en vroeg in de volgende morgen met zijn tweeën lichtgewond wakker worden in een ziekenhuiskamer. Carl smeekt Terrence het verbond op te zeggen zodat hij toch af en toe nee kan zeggen als hij dat echt wil. Terrence legt hem uit dat het verbond helemaal niet als een niet te verbreken contract bestaat en dat het alleen een symbolisch iets was om Carl te leren ja te zeggen tegen het leven. Een zware last valt daarmee van Carls schouders. Hij rent daarop meteen en gekleed in alleen zijn ziekenhuishemd het ziekenhuis uit. Op de motor van zijn nieuwe vriend en verpleger Lee (Aaron Takahashi) haast Carl zich naar het park, waar Allison om 6.00 uur met haar les fotojoggen begint. Hij overtuigt haar meejoggend in zijn ziekenhuishemd dat hij tot nieuwe wijsheid is gekomen en met haar altijd het beste voor heeft gehad. Allison gelooft hem en sluit hem opnieuw in haar armen.

## Rolverdeling
- Jim Carrey als Carl Allen
- Zooey Deschanel als Allison
- Bradley Cooper als Peter
- John Michael Higgins als Nick
- Rhys Darby als Norman
- Danny Masterson als Rooney
- Terence Stamp als Terrence Bundley
- Molly Sims als Stephanie
- Sean O'Bryan als Ted
- Sasha Alexander als Lucy
- John Cothran Jr. als Tweed
- Fionnula Flanagan als Tilly
- Luis Guzmán als Jumper
- Vivian Bang als Soo-Mi
- Anna Khaja, als Faranoush

## Trivia
- Het lied dat Carl zingt voor de zelfmoordenaar in de dakgoot heet Jumper en is van de band Third Eye Blind.